# Thio-acetaal

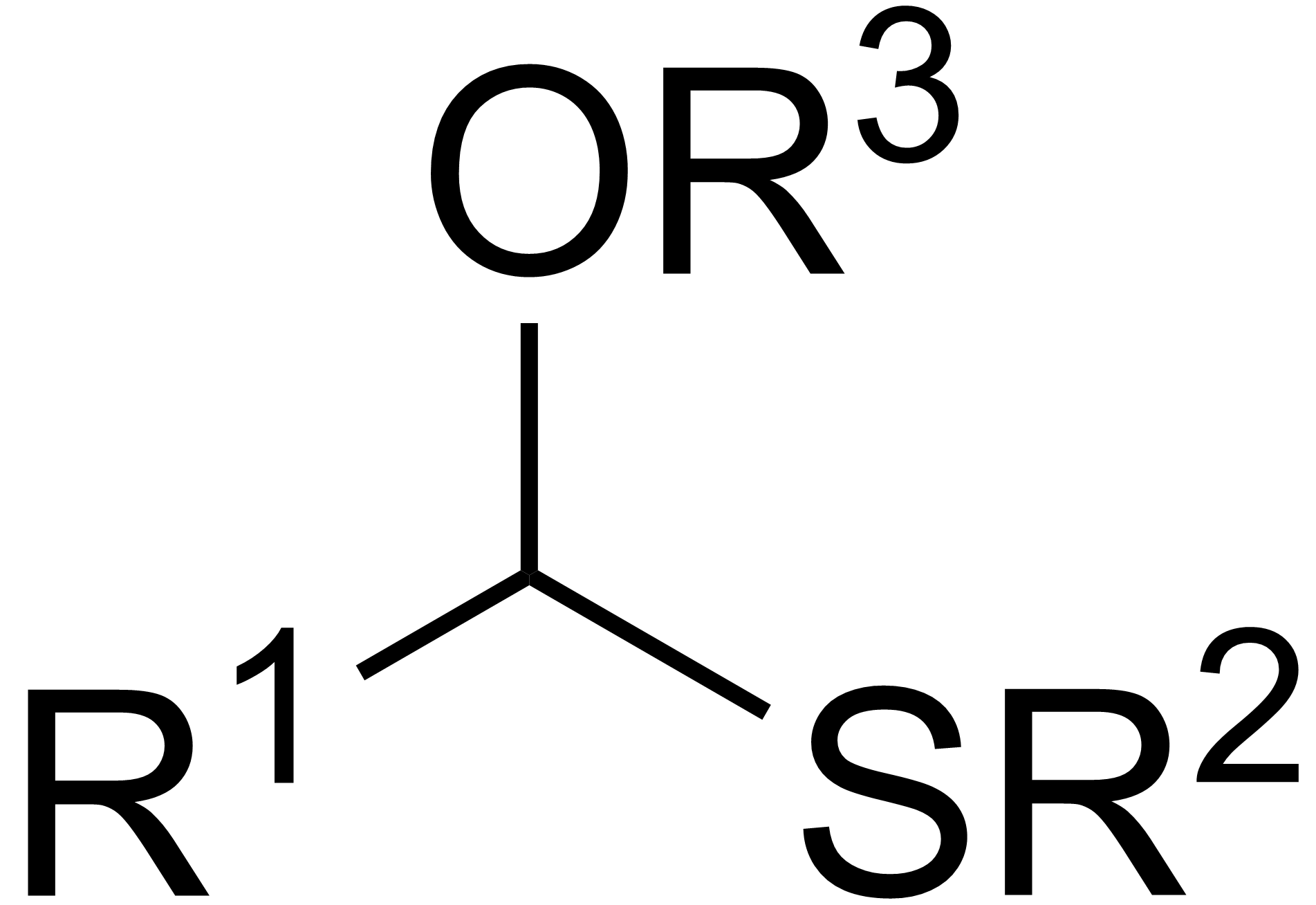
Structuurformule van een thio-acetaal.

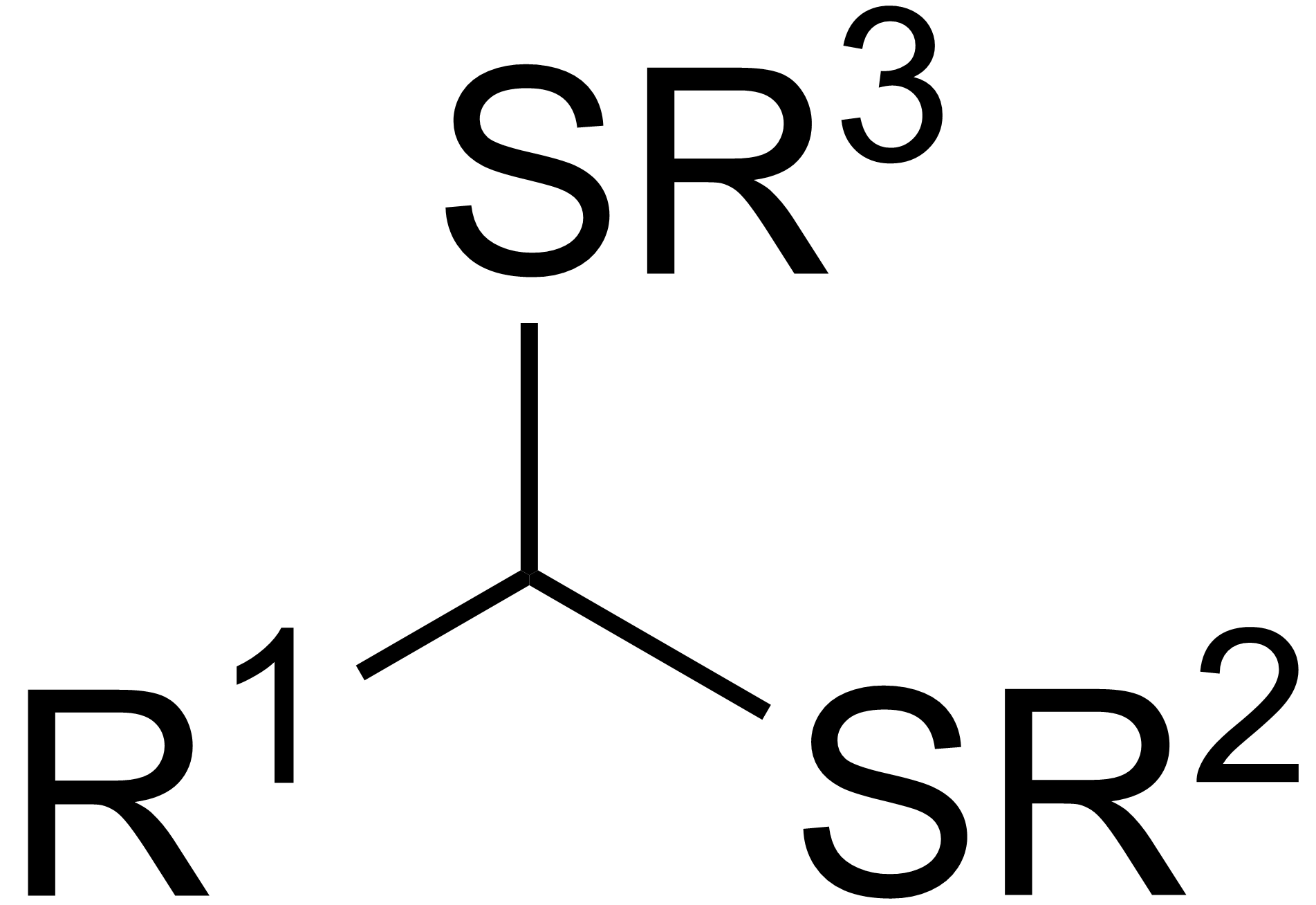
Structuurformule van een dithio-acetaal.

Een thio-acetaal is in de organische chemie een functionele groep of stofklasse die verwant is met het gewone acetaal, maar waarbij een zuurstofatoom door een zwavelatoom is vervangen.
Een dithio-acetaal is een functionele groep waarbij de 2 zuurstofatomen door zwavelatomen zijn vervangen.

## Synthese
Een thio-acetaal is het reactieproduct van een aldehyde of een keton met een thiol; met een tweewaardig thiol (een dithiol) krijgt men een dithio-acetaal. Een voorbeeld is de reactie van aceetaldehyde met 1,3-propaandithiol, met vrijzetting van water. Hierbij ontstaat een cyclisch dithio-acetaal:
Een dergelijk dithio-acetaal fungeert als tussenproduct in de Corey-Seebach-reactie tijdens de omzetting van een aldehyde in een keton.